# 87-й меридіан східної довготи
87-й меридіан східної довготи — лінія довготи, що лежить на 87 градуси східніше Гринвіцького меридіана. Вона проходить від Північного полюса через Північний Льодовитий океан, Азію, Індійський океан, Південний океан та Антарктиду до Південного полюса.
87-й меридіан східної довготи формує велике коло разом із 93-тім меридіаном західної довготи.

## Список географічних об'єктів, що перетинає 87° сх. д.
Починаючи на Північному полюсі та рухаючись до Південного полюса, 87-й меридіан східної довготи проходить через:
| Координати                                                 | Країна, територія або море | Примітки                                                                  |
| ---------------------------------------------------------- | -------------------------- | ------------------------------------------------------------------------- |
| 90°0′ пн. ш. 87°0′ сх. д. / 90.000° пн. ш. 87.000° сх. д.  | Північний Льодовитий океан |                                                                           |
| 81°8′ пн. ш. 87°0′ сх. д. / 81.133° пн. ш. 87.000° сх. д.  | Карське море               |                                                                           |
| 75°8′ пн. ш. 87°0′ сх. д. / 75.133° пн. ш. 87.000° сх. д.  | Росія                      | Проходить західніше Новокузнецька                                         |
| 49°18′ пн. ш. 87°0′ сх. д. / 49.300° пн. ш. 87.000° сх. д. | Казахстан                  | Приблизно на 17 км                                                        |
| 49°6′ пн. ш. 87°0′ сх. д. / 49.100° пн. ш. 87.000° сх. д.  | КНР                        | Сіньцзян — проходить західніше Урумчі Тибет                               |
| 27°57′ пн. ш. 87°0′ сх. д. / 27.950° пн. ш. 87.000° сх. д. | Непал                      |                                                                           |
| 26°32′ пн. ш. 87°0′ сх. д. / 26.533° пн. ш. 87.000° сх. д. | Індія                      | Біхар Джхаркханд Західний Бенгал Одіша                                    |
| 21°25′ пн. ш. 87°0′ сх. д. / 21.417° пн. ш. 87.000° сх. д. | Індійський океан           |                                                                           |
| 20°45′ пн. ш. 87°0′ сх. д. / 20.750° пн. ш. 87.000° сх. д. | Індія                      | Одіша                                                                     |
| 20°39′ пн. ш. 87°0′ сх. д. / 20.650° пн. ш. 87.000° сх. д. | Індійський океан           |                                                                           |
| 60°0′ пд. ш. 87°0′ сх. д. / 60.000° пд. ш. 87.000° сх. д.  | Південний океан            |                                                                           |
| 66°6′ пд. ш. 87°0′ сх. д. / 66.100° пд. ш. 87.000° сх. д.  | Антарктида                 | Проходить через Австралійську антарктичну територію (претендує Австралія) |